# Догађај (књига)
Догађај (фр. L’événe ment) књига француске књижевнице, добитнице Нобелове награде за књижевност 2002. године, Ани Ерно (фр. Annie Ernaux), објављена 2000. године. Српско издање објавила је издавачка кућа Штрик из Београда 2023. године, у преводу Оље Петронић.

## Аутор књиге
Ани Ерно (1940) је француска књижевница и професор књижевности. Завршила је два факултета: Универзитет у Руану и Универзитет у Бордоу. Дуги низ година радила је као професор. Књижевну каријеру започела је 1974. године романом Les Armoires Vides (Празни ормани). До сада је написала више од 20 књига. Већина књига су веома кратке и бележе догађаје из њеног живота и живота људи око ње.

## О књизи
Трудна сам. Ужас. ' Речи су студенткиње написане у свом дневнику, у Руану, 1963. године. Рећи родитељима је немогуће, задржати дете тек је незамисливо. Ванбрачна трудноћа за девојку из радничке породице попут њене, у малом граду какав је њен родни град, представља крај. Поородица ће бити трајно обележена срамотом, а она сама остаће без могућности да се даље образује и живи другачије, боље, што даље од сопственог порекла. Једино решење је абортус, али он је у Француској забрањен. Након 40 година, та некадашња студенткиња из Руана, књижевница Ани Ерно, дели своје искуство са светом, написавши књигу Догађај у којој претварајући сећање, дневничке записе и забелешке, претвара у уметност. 
Књига Догађај је оригиналан, књижевно уверљив приказ последица нехуманих забрана, у овомс лучају законске забране жени да самостално одлучи о томе жели ли да роди. Догађај је документ о једном одрастању претворен у књижевност. Интимна, потресна прича једне жене која постаје универзални уметнички симбол борбе и патње свих потлачених.
У интервју који је Ани Ерно дала поводом објављивања књиге Догађај 2000. године каже: 
Догађај који овде износим је абортус – у то време нужно тајан – који се догодио у јануару 1964. То сећање ме никада није напустило. Она представља у мом животу, као и, верујем, у животу многих жена, било пре или после Закона о велу из 1975. године, догађај у правом смислу те речи, односно нешто што се дешава и што се трансформишете...Тек у последњих десет година почела сам да увиђам шта је овај абортус носио, не само зато што је био веома тежак и што сам скоро умрла од њега. Било је то искуство живота и смрти које ме је снажно структурисало, које ми је дало још једну визију света. Све је то долазило постепено. Али нисам се усудила да то кажем, настала је нека унутрашња тишина. Постоји нешто што оптерећује све што се односи на специфично женско искуство и због чега је веома тешко рећи, упркос ономе што говоримо о ослобођењу жена...Зашто Тишина - била је тишина шездесетих, јер се свака жена која је „прошла кроз то“, како су рекли, осећала кривицу. Тада су жене испричале шта им се догодило, али у контексту борбе за либерализацију абортуса. И сама сам била део ових група и за „црну књигу” абортуса сам испричала своје искуство, али са сасвим другог аспекта. Још увек ми је тешко да објасним зашто је тако тешко причати о томе. Можда зато што ако о томе говоримо другачије осим у терминима „женског избора” итд., одмах се нејасно сумњамо да смо „против”. О стварном искуству абортуса ћутимо. Постоји, на пример, једна ствар коју никада нисам рекла пре него што сам је написала: то је да сам била поносан што сам прошао ово искушење. Како објаснити овај понос? За мене је то било као иницијално искуство, тест апсолутне реалности.

## Награде
Године 2002. књига је номинована за Награду независних издавача (IPPY) за аутобиографију/мемоаре (финалиста).

## Адаптација
Роман Догађај Ани Ерно је предмет филмске адаптације 2021. године, L’événement, режисерке Одри Диван, који је освојио Златног лава на 78. Венецијанском филмском фестивалу. Адаптиран према Ерноовом аутобиографском приказу, филм приказује Анамарију Вартоломеи као Ани Душен, студенткињу која тражи начин да абортира у време када је то било илегално у Француској.